# بدر الحقباني
بدر الحقباني لاعب كرة قدم سعودي ، في مركز محور ، معتزل وسبق أن مثل الشباب والفتح وقبلها نادي النصر حيث نشأ وتدرج عبر الفئات السنية في النصر وكان قائدا للمنتخب السعودي الشاب في كأس العالم وقائداً في نادي النصر.
إنتقل بعد النصر لأندية الشباب والفتح ونجران

## إنجازاته مع ناديه الشباب
- الدوري السعودي عندما كان معار من النصر إلى الشباب
- بطولة ART الودية
- كأس خادم الحرمين الشريفين للأبطال موسم 2008 مع الشباب
- كأس خادم الحرمين الشريفين للأبطال موسم 2009 مع الشباب
- كأس الأمير فيصل بن فهد موسم 2008/2009 مع الشباب

## روابط خارجية
- المنتخب السعودي - بدر الحقباني
- رابطة دوري المحترفين السعودي 2011/2012 - بدر الحقباني